# Gluteus minimus

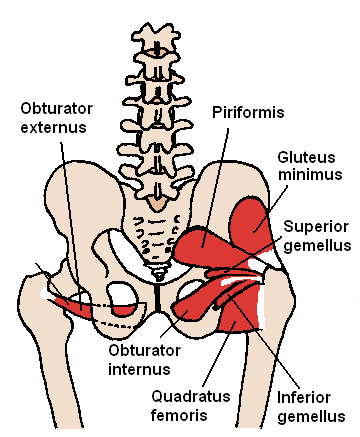
Gluteus minimus

Gluteus minimus är en del av skelettmuskulaturen och utgör tillsammans med gluteus medius och gluteus maximus sätesmuskulaturen eller glutealmusklerna. 

## Ursprung och fäste
Muskeln sitter innanför gluteus medius och delar ursprung (facies glutea, os Ilium) och fäste med nämnda muskler.  
Origo/Ursprung: facies glutea, mellan linea glutea inferior och superior.  
Insertion/fäste: trochanter minor,  

## Funktion
Muskelns funktion är att den stabiliserar höften lateralt, i sidled, något som behövs för stabiliteten vid gång, löpning och när vi håller balansen på ett ben.
Den utför abduktion av articulatio coxae, höftleden.